# 유사 미분 연산자
조화해석학에서 유사 미분 연산자(類似微分演算子, 영어: pseudodifferential operator, 약자 ΨDO)는 미분 연산자와, 매끄러운 함수와의 곱셈의 공통된 일반화이다. 푸리에 변환 공간에서 위치와 운동량에 의존하는 임의의 매끄러운 함수를 곱한 뒤 다시 역변환시키는 연산이다.

## 정의
유클리드 공간 {\displaystyle \mathbb {R} ^{n}} 위의 복소수 값 매끄러운 함수의 집합을 {\displaystyle {\mathcal {C}}^{\infty }(\mathbb {R} ^{n})}이라고 쓰고, 복소수 값 콤팩트 지지 매끄러운 함수의 집합을 {\displaystyle {\mathcal {C}}_{0}^{\infty }(\mathbb {R} ^{n})}이라고 쓰자. {\displaystyle {\mathcal {C}}^{\infty }(\mathbb {R} ^{n})}은 자연스럽게 프레셰 공간을 이루며, {\displaystyle {\mathcal {C}}_{0}^{\infty }(\mathbb {R} ^{n})}은 자연스럽게 완비 거리화 가능 국소 볼록 공간을 이룬다.
{\displaystyle {\mathcal {C}}_{0}^{\infty }(\mathbb {R} ^{n})} 위에 작용하는 유사 미분 연산자는 다음과 같은 꼴의 선형 변환이다.
{\displaystyle P(x,D)\colon {\mathcal {C}}_{0}^{\infty }(\mathbb {R} ^{n})\to {\mathcal {C}}^{\infty }(\mathbb {R} ^{n})}
{\displaystyle P(x,D)\colon u(x)\mapsto {\frac {1}{(2\pi )^{n}}}\int _{\mathbb {R} ^{n}}\exp(ix\cdot \xi ){\tilde {P}}(x,\xi ){\hat {u}}(\xi )\,d^{n}\xi }
여기서
{\displaystyle {\hat {u}}(\xi )=\int _{\mathbb {R} ^{n}}\exp(-ix\cdot \xi )u(x)\,d^{n}x}
는 {\displaystyle u}의 푸리에 변환이며,
{\displaystyle {\tilde {P}}\colon \mathbb {R} ^{n}\times \mathbb {R} ^{n}\to \mathbb {R} }
{\displaystyle {\tilde {P}}\colon (x,\xi )\mapsto P(x,\xi )}
는 매끄러운 함수이다. {\displaystyle {\tilde {P}}(x,\xi )}를 유사 미분 연산자 {\displaystyle P(x,D)}의 표상(表象, 영어: symbol)이라고 한다.
{\displaystyle \mathbb {R} ^{n}} 위의 다중지표의 집합을 {\displaystyle \mathbb {N} ^{n}}으로 쓰자. 어떤 정수 {\displaystyle m\in \mathbb {Z} }에 대하여 유사 미분 연산자 {\displaystyle P(x,D)}의 표상 {\displaystyle {\tilde {P}}(x,\xi )}가
{\displaystyle \sup _{(x,\xi )\in \mathbb {R} ^{n}\times \mathbb {R} ^{n}}{\frac {|\partial _{\xi }^{\alpha }\partial _{x}^{\beta }P(x,\xi )|}{(1+|\xi |)^{m-|\alpha |}}}<\infty \qquad \forall \alpha ,\beta \in \mathbb {N} ^{n}}
를 만족시킨다면, {\displaystyle P(x,D)}를 {\displaystyle m}차 유사 미분 연산자라고 한다. {\displaystyle m}차 표상들의 집합은 보통 {\displaystyle S^{m}}으로 쓰며, {\displaystyle m}차 유사 미분 연산자의 집합은 {\displaystyle \operatorname {\Psi DO} ^{m}(\mathbb {R} ^{n})}으로 쓴다. 모든 유사 미분 연산자는 {\displaystyle {\mathcal {C}}_{0}^{\infty }(\mathbb {R} ^{n})\to {\mathcal {C}}_{0}^{\infty }(\mathbb {R} ^{n})} 함수로서 연속 함수이다.

### 유사 미분 연산자의 분포 위의 작용
{\displaystyle \mathbb {R} ^{n}} 위의 분포
{\displaystyle T\colon {\mathcal {C}}_{0}^{\infty }(\mathbb {R} ^{n})\to \mathbb {R} }
가 주어졌다고 하자. {\displaystyle \mathbb {R} ^{n}} 위의 유사 미분 연산자 {\displaystyle P}의 표상이 콤팩트 지지라고 하자. 그렇다면, {\displaystyle P}를 분포 {\displaystyle T} 위에 작용하도록 확장할 수 있다. 구체적으로, 다음과 같다.
{\displaystyle PT\colon \mathbb {C} _{0}^{\infty }\to \mathbb {R} }
{\displaystyle \langle PT|u\rangle =\langle T|P^{*}u\rangle }
여기서
{\displaystyle P^{*}\colon {\mathcal {C}}_{0}^{\infty }(\mathbb {R} ^{n})\to {\mathcal {C}}_{0}^{\infty }(\mathbb {R} ^{n})}
은 {\displaystyle P}의 에르미트 수반이다.
이에 따라, 콤팩트 지지 표상의 유사 미분 연산자는 분포 공간 {\displaystyle {\mathcal {D}}'(\mathbb {R} ^{n})} 위에 작용한다.
{\displaystyle P\colon {\mathcal {D}}'(\mathbb {R} ^{n})\to {\mathcal {D}}'(\mathbb {R} ^{n})}

### 다양체 위의 유사 미분 연산자
매끄러운 다양체는 유클리드 공간의 열린집합 {\displaystyle \{U_{i}\}_{i\in I}}들을 매끄러운 추이 사상
{\displaystyle \phi _{ij}\colon U_{i}\cap U_{j}\to U_{i}\cap U_{j}}
으로 이어붙여 만든다.
유클리드 공간의 열린집합 {\displaystyle U,V,U',V'\subseteq \mathbb {R} ^{n}} 및 유사 미분 연산자
{\displaystyle P\colon {\mathcal {C}}_{0}^{\infty }(U)\to {\mathcal {C}}^{\infty }(V)}
및 미분 동형 ("좌표 변환")
{\displaystyle \iota _{U}\colon U\to U'}
{\displaystyle \iota _{V}\colon V\to V'}
이 주어졌다고 하자. 그렇다면, 선형 변환
{\displaystyle P'\colon {\mathcal {C}}_{0}^{\infty }(U')\to {\mathcal {C}}^{\infty }(V')}
{\displaystyle P'\colon u\mapsto \iota _{V}\circ P(f\circ \iota _{U}^{-1})}
를 정의할 수 있으며, 또한 {\displaystyle P'} 역시 유사 미분 연산자임을 보일 수 있다. 또한, 만약 {\displaystyle P}가 {\displaystyle m}차 유사 미분 연산자라면 {\displaystyle P'} 역시 {\displaystyle m}차 유사 미분 연산자이다. 따라서, 좌표 근방계에 조각마다 유사 미분 연산자를 정의한 뒤 이를 짜깁기하여 매끄러운 다양체 위의 {\displaystyle m}차 유사 미분 연산자의 개념을 정의할 수 있다.:§8

### 고전 유사 미분 연산자
{\displaystyle m}차 표상 {\displaystyle {\tilde {P}}\colon \mathbb {R} ^{n}\times \mathbb {R} ^{n}\to \mathbb {R} }에 대하여, 만약 다음 조건을 만족시키는 표상의 열 {\displaystyle ({\tilde {P}}_{i})_{i\in \mathbb {N} }}가 존재한다면, {\displaystyle {\tilde {P}}}를 고전 표상(영어: classical symbol)이라고 한다.:Definition 5.1
- {\displaystyle {\tilde {P}}_{i}\colon \mathbb {R} ^{n}\times \mathbb {R} ^{n}\to \mathbb {R} }는 {\displaystyle i}차 동차함수이다. 즉, {\displaystyle {\tilde {P}}_{i}(\alpha x,\alpha \xi )=\alpha ^{i}{\tilde {P}}_{i}(x,\xi )}이다.
- 콤팩트 지지 매끄러운 함수 {\displaystyle \phi \colon \mathbb {R} ^{n}\to \mathbb {R} }에 대하여, 만약 {\displaystyle \phi (x)=1\forall x\in U}가 되는 0의 근방 {\displaystyle U\ni 0}가 존재한다고 하자. 그렇다면, 다음이 성립한다.
{\displaystyle {\tilde {P}}(x,\xi )-\sum _{i=0}^{N-1}(1-\phi (\xi )){\tilde {P}}_{m-i}(x,\xi )\in S^{m-N}\qquad \forall N\in \mathbb {Z} ^{+}}

고전 유사 미분 연산자(영어: classical pseudodifferential operator)는 그 표상이 고전 표상인 유사 미분 연산자이다. 고전 유사 미분 연산자의 집합을 {\displaystyle \operatorname {\Psi DO} _{\operatorname {cl} }^{m}}으로 쓰자.

## 성질
{\displaystyle \mathbb {R} ^{n}} 위의, 표상이 {\displaystyle {\tilde {P}}\colon \mathbb {R} ^{n}\times \mathbb {R} ^{n}\to \mathbb {R} }인 유사 미분 연산자 {\displaystyle P(x,D)}에 대하여, 만약 {\displaystyle {\tilde {P}}(x,\xi )}가 콤팩트 지지 함수라면, {\displaystyle P(x,D)}의 상은 {\displaystyle {\mathcal {C}}_{0}^{\infty }(\mathbb {R} ^{n})}에 속한다. 즉,
{\displaystyle P(x,D)\colon {\mathcal {C}}_{0}^{\infty }(\mathbb {R} ^{n})\to {\mathcal {C}}_{0}^{\infty }(\mathbb {R} ^{n})}
이다.:Theorem 4.2

## 예
임의의 미분 연산자
{\displaystyle \sum _{\alpha \in \mathbb {N} ^{n}}c_{\alpha }\partial _{x}^{\alpha }}
의 경우, 그 표상
{\displaystyle {\tilde {P}}(\xi )=\sum _{\alpha \in \mathbb {N} ^{n}}c_{\alpha }\xi ^{\alpha }}
을 정의하면 유사 미분 연산자
{\displaystyle u(x)\mapsto {\frac {1}{(2\pi )^{n}}}\int _{\mathbb {R} ^{n}}\exp(ix\cdot \xi ){\tilde {P}}(\xi ){\hat {u}}(x)\,d^{n}\xi }
로 나타낼 수 있다.
마찬가지로, 임의의 매끄러운 함수 {\displaystyle f\colon \mathbb {R} ^{n}\to \mathbb {R} }에 대하여, 곱셈 연산자
{\displaystyle u(x)\mapsto f(x)u(x)}
역시 표상이 {\displaystyle f(x)}인 유사 미분 연산자
{\displaystyle u(x)\mapsto {\frac {1}{(2\pi )^{n}}}\int _{\mathbb {R} ^{n}}\exp(ix\cdot \xi ){\tilde {P}}(x){\hat {u}}(\xi )\,d^{n}\xi }

## 역사
1960년대에 조지프 존 콘(영어: Joseph John Kohn) · 루이스 니런버그 · 라르스 회르만데르 등이
유사 미분 연산자의 이론을 개발하였다. 이후, 유사 미분 연산자의 개념은 아티야-싱어 지표 정리의 증명에 중요한 역할을 하였다.

## 같이 보기
- 미분 대수
- 푸리에 변환